# Calciatori della nazionale gibutiana
In questa lista sono raccolti i calciatori che hanno rappresentato in almeno una partita la Nazionale gibutiana.
| Nome                      | Presenze | Reti | Esordio | Ultima partita |
| ------------------------- | -------- | ---- | ------- | -------------- |
| Mohamed Ali Abdourahman   | 11       | 0    | 2015    | 2017           |
| Ismail Ahmed Kadar Hassan | 4        | 0    | 2008    | 2015           |
| Mohamed Youssouf Batio    | 11       | 0    | 2016    | 2019           |
| Mohamed Bourhan Mohamed   | 10       | 0    | 2015    | 2019           |
| Miad Nour Charmake        | 9        | 0    | 2006    | 2011           |
| Abdourazak Mahamoud Daher | 6        | 0    | 2015    | 2017           |
| Ahmed Daher               | 13       | 3    | 2007    | 2009           |
| Anas Farah Ali            | 1        | 1    | 2021    | 2021           |
| Waberi Hachi              | 8        | 0    | 2008    | 2009           |
| Moussa Hirir              | 8        | 1    | 2008    | 2017           |
| Warsama Hassan            | 8        | 0    | 2019    | 2019           |
| Mohamed Mazag             | 3        | 0    | 2015    | 2015           |
| Daher Mohamed Kadar       | 33       | 1    | 2006    | 2017           |
| Ahmed Hassan Moussa       | 12       | 0    | 2015    | 2016           |
| Ibrahim Aden Warsama      | 13       | 0    | 2015    | 2017           |
| Moussa Warsama            | 13       | 0    | 2008    | 2016           |